# Пиццоне
Пиццоне (итал. Pizzone) — коммуна в Италии, располагается в регионе Молизе, в провинции Изерния.
Население составляет 328 человек (2008 г.), плотность населения составляет 10 чел./км². Занимает площадь 33 км². Почтовый индекс — 86071. Телефонный код — 0865.
Покровительницей коммуны почитается святая Либерата, празднование 10 июня.

## Демография
Динамика населения:

## Администрация коммуны
- Официальный сайт: http://www.pizzone.it.tt/ (недоступная+ссылка)